# Локрида
Локри́да  (др.-греч. Λοκρίς) — область Древней Греции, населённая локрами.
Локрида распадалась на две разделенные Парнасом, Доридой и Фокидой области; одна лежала на восточном (Опунтская Локрида), другая на южном (Озольская Локрида) побережье Центральной Греции.
Восточная Локрида, расположенная по берегу заливов Малиакос и Вориос-Эввоикос, простиралась от Фермопильского прохода до границы с Беотией и распадалась в свою очередь на две области: Локриду Эпикнемидскую (др.-греч. Λοκρίς Έπικνημιδιοί), западную, и собственно Опунтскую (др.-греч. Λοκρίς Όπούντιοι), восточную с площадью 360—390 квадратных километров[уточнить]. Страна была плодородна и густо населена; много было возделанных полей и пастбищ, овец и коз, вина, оливок, смокв. Местные сказания связывают эпонима племени с лелегами, что указывает на принадлежность племени к туземному основному населению. Вновь прибывшие эллинские племена разделили на части страну, раньше заселенную от моря до моря локрийским племенем.
Другая Локрида, так называемая Озольская, располагалась на берегу Коринфского залива и граничила на западе с Этолией, на севере с Доридой, на востоке с Фокидой и имела площадь 310[уточнить] квадратный километр. Павсаний приводит несколько версий происхождения названия. По одной из них название своё озольские локры получили от др.-греч. ὄζω «издавать запах, пахнуть», потому что коренные жители носили невыделанные шкуры.